# Patriks äventyr
Patriks äventyr är en svensk kortfilm från 1915 i regi av Arvid Englind.

## Rollista
- Eric Lindholm – Patrik
- Doris Altman – Ms. Anette
- Hilda Forsslund – Mrs. Schaber
- Bertil Junggren –   Harry Vide
- Alfred Lundberg – Schaber